# Achille van Acker
Pour les articles homonymes, voir van Acker.
Achille Van Acker (Bruges, 8 avril 1898 – Bruges, 10 juillet 1975) est un homme d'État belge. Il s’engage dans le parti socialiste et devient en 1926 conseiller communal de sa ville natale, puis en 1927 député à la Chambre. Résistant pendant la Seconde Guerre mondiale, il est nommé en septembre 1944 ministre du Travail et de la Prévoyance sociale et participa, à ce titre, à la mise en place d’un nouveau système de sécurité sociale. Il exerce comme Premier ministre de février 1945 à juillet 1946, puis comme ministre des Communications de 1947 à 1949, et de nouveau comme Premier ministre de 1954 à 1958. Il est dans la décennie 1970 président de la Chambre et (depuis 1958).

## Biographie

### Jeunesse
Achille Honoré Van Acker est issu d'un milieu défavorisé des quartiers populaires de Bruges. Il est le quatrième fils d’une fratrie de douze enfants. Son père, Gustave Van Acker, travaille en tant que vannier (artisan qui confectionne des objets à l’aide de roseau). Sa mère, Léopoldine Pharazijn, est femme au foyer et, à ses heures perdues, elle est dentellière. Il quitte l’école primaire des Xavériens à 11 ans pour aider son père .

### Adolescence
Il est donc soumis dès son plus jeune âge au travail des enfants et ressent dès lors de manière très forte la précarité présente en Flandre au XXe siècle. Cependant, il consacre son temps libre à s’intéresser au patronage de son quartier. On se rend compte alors que son choix pour le parti socialiste dans vie future était présagé.

### Formation
Achille Van Acker ne fait des études que jusqu'à l'âge de onze ans. Sa carrière politique est donc d'autant plus impressionnante, car il réussit à se former en tant qu'autodidacte et devient un homme d'État belge d'après-guerre. Par la suite, il suit des cours du soir et est nommé docteur honoris causa de l'université Lille-I .

### Vie privée
Il est marié à Anna Verhé (1899-1991) et est le père du ministre Frank Van Acker.

## Début de carrière en politique
Entre douze et quinze ans, son attrait socialiste se dessine lorsqu’il s’occupe d’une association antialcoolique. Il défend la cause de cette association en prenant la parole et en écrivant ses premiers articles. À partir de ce moment naît en lui un certain intérêt pour la question sociale.
En 1914, il s’implique dans la création d’un « Bond voor de verdediging van de Vlaamse Rechten », qui est un regroupement d’individus défendant les droits flamands. Durant la Première Guerre mondiale, les destinées d’Achille Van Acker vont changer, il cumule les petits boulots en France car il est refusé comme soldat du front et donc, fait son service militaire dans une fabrique de munitions de 1916 à 1918.

## Débuts du Parti Ouvrier belge (POB)
Dès son retour en Belgique en 1918, Achille Van Acker milite au sein du POB, un parti peu présent en Flandre à cette époque. Sa carrière politique commence en 1925 après avoir remporté les élections au sein de son parti. Il est député socialiste à la Chambre des Représentants et député de la ville de Bruges à partir de 1927.
Dans les années 1930, le Parti Ouvrier belge connaît un grand succès au détriment du parti catholique qui, lui, perd la majorité au sein de la Chambre des représentants. Durant ses premières années comme parlementaire, représentant du POB à la Chambre, il est très discret. Cependant, il propose certains projets de loi afin de défendre la cause des ouvriers notamment en matière de chômage des assurances sociales.
En 1940, il démissionne de ses fonctions publiques et devient membre du Bureau du Parti Ouvrier belge au début de l'Occupation. Son but est de se rallier à la résistance des socialistes. Ensuite, Achille Van Acker disparaît de la scène politique durant la Seconde Guerre mondiale.
Dès la libération de la Belgique, en 1944, il revient sur la scène publique en étant président du POB et met en œuvre toute une série de mesures permettant d’améliorer la qualité de travail des ouvriers basé sur un système de sécurité sociale. Ces idées seront reprises dans le pacte social de 1944. De par ses idées et ses avancées en matière de protection sociale, il est nommé ministre du Travail et de la Prévoyance Sociale (1944-1945) dans le gouvernement Pierlot. Il en est considéré comme un élément clé.

## Place au sein des gouvernements
Lorsque le gouvernement Pierlot est renversé, c’est à Achille Van Acker de diriger la plupart des gouvernements, c'est-à-dire les gouvernements successifs Van Acker I (du 12 février 1945 au 2 août 1945), Van Acker II (du 2 août 1945 au 9 janvier 1946), Van Acker III (du 31 mars 1946 au 10 juillet 1946), et pour mémoire, Van Acker IV (du 22 avril 1954 au 2 juin 1957). En plus de sa fonction de Premier ministre, il fut le responsable de la relance de la production charbonnière indispensable au renouveau de la production énergétique pour soutenir l'effort de guerre de l'industrie belge. Il gagna ce que l'on appela la bataille du charbon en accordant de multiples avantages aux travailleurs dans les mines.

### Bataille du charbon
Après la Seconde Guerre mondiale, la situation en Belgique est désastreuse et il y a une volonté de reconstruction de la part des politiques belges. En 1945, Achille Van Acker (Premier ministre de l'époque) va développer un plan pour pouvoir approvisionner en énergie les industries belges à des prix avantageux. En effet, après la guerre, il y a un besoin important pour les Belges de se chauffer, donc que les usines continuent à fonctionner à temps plein. Pour ce faire, il va prendre diverses mesures. Une de celles-ci sera d'octroyer divers avantages aux mineurs, comme le prêt mineur. Ensuite, il va également avoir recours aux pouvoirs spéciaux afin d'interdire les grèves et favoriser l'apport de main-d'œuvre. La main-d'œuvre viendra des prisonniers allemands dans un premier temps, et plus tard, d'Italie. Grâce à ces différentes mesures, la production charbonnière va très fortement augmenter à la fin de 1945, mais cela reste insuffisant pour retrouver la croissance effective de l'avant-guerre.

### Question royale
Le gouvernement Van Acker II bute sur la Question royale, autrement dit sur le retour de Léopold III en Belgique d'après-guerre. Achille Van Acker apporte une solution temporaire en imposant au Roi de rester à l’étranger.
En effet, durant la Seconde Guerre mondiale le Roi Léopold III a eu un comportement qui a fortement déplu à la population belge ainsi qu'à son gouvernement. Le roi s'est remarié durant l'occupation, a privilégié le mariage religieux avant le mariage civil, et a entretenu des relations ambigües avec Hitler. Dès lors, on se demande s'il serait opportun que le roi en exil revienne en Belgique, lorsque Léopold III affirme sa volonté de rentrer en Belgique au début de l'été 1945.
Il se trouve que cette question royale est un cadeau empoisonné pour le gouvernement Van Acker parce qu'un climat de tension est présent en Belgique : les manifestations sont de plus en plus fréquentes, il y a beaucoup de violences entre les partisans et les adversaires du retour du Roi. Un Conseil des ministres sera tenu, auquel le ministre de la Défense nationale, Léo Mundeleer, affirme que l'heure est grave et appelle Achille Van Acker à calmer la population. Par la suite, Spaak et Van Acker conseillent au roi de prendre de l'écart et un temps de réflexion, de prendre du recul face à la situation. Achille Van Acker hésite même à imposer au roi l'abdication. De plus, de nombreux partis politiques sont également contre le retour du Roi, notamment le PSB, parti auquel est affilié Van Acker. Le PSB soumet la décision de s'opposer au retour du Roi et en faveur de l'abdication. Achille Van Acker répondra à ces exigences en publiant un communiqué officialisant la décision du PSB. Mais les dés sont lancés. Achille Van Acker décide de présenter sa démission.

## Retour au pouvoir
Achille Van Acker est repris dans le gouvernement Spaak en 1946 en tant que ministre du Travail et de la Prévoyance sociale. C'était l'autre grande figure du Parti socialiste belge aux côtés de Paul-Henri Spaak. Cependant, ce gouvernement ne tiendra pas longtemps et là, Achille Van Acker accepte de former un nouveau gouvernement « le gouvernement Van Acker III ». Ce dernier sera composé de socialistes, de libéraux et de communistes. Toujours en 1946, son gouvernement tombe et sera remplacé par le gouvernement Huysmans auquel il décide de ne pas participer.
En 1947-1948, Achille Van Acker est repris dans le gouvernement Paul-Henri Spaak comme ministre des Communications. Au même moment, il commence à développer un plan du réseau de métro de Bruxelles. Du mois de juin 1949 jusqu’en avril 1954, les socialistes sont dans l’opposition, Achille Van Acker n’est donc pas au gouvernement.
Il revient au pouvoir le 23 avril 1954 jusqu’au 16 juin 1958 à la tête d'un gouvernement socialiste-libéral ; les catholiques sont donc écartés. Ce gouvernement s’appelle « Van Acker IV », il sera très marqué par la question de l’enseignement et par le pacte scolaire. Il permit également plusieurs avancées sociales en matière de retraites et de chômage notamment.
De plus, son gouvernement sera impliqué dans la création de grands travaux publics (les premières autoroutes, le port d’Anvers et l’exposition universelle de 1958). Il bénéficia de la relance économique tout en patronnant l'Exposition universelle de Bruxelles de 1958 et son grand succès de foule. Il ne put toutefois pas régler la question scolaire. Le gouvernement « Van Acker IV » restera au pouvoir durant toute une législature mais sera victime d’une défaite électorale.

## Fin de carrière
Le 23 décembre 1958, Achille Van Acker devient ministre d’État. Trois ans plus tard, il sera élu président de la Chambre des représentants, où il essayera d’instaurer un fonctionnement nouveau au sein de celle-ci. Il jouissait d’une grande autorité qui lui a permis de rester président de la Chambre malgré le fait que ce soit l’opposition qui était au pouvoir.
En 1966, le roi Baudouin (roi des Belges) charge Achille Van Acker d’une mission d’information, c’est-à-dire qu'il a pour mission de préparer la formation d'un gouvernement. Il était vu comme la personnalité socialiste la mieux placée pour exercer cette tâche. Van Acker n'était pas en faveur de la fédéralisation. Néanmoins, il gardera sa fonction de président jusqu’à l’âge de 76 ans, après une carrière de 47 ans, et décède à Bruges le 10 juillet 1975.

## Anecdotes
Il n'était pas dénué d'humour et lorsque le baron Snoy et d'Oppuers vint lui rendre visite, Van Acker l'accueillit dans ces termes : « Prenez un siège Monsieur Snoy ! ». Snoy précisa « Snoy et d'Oppuers ». Van Acker rétorqua « Alors prenez deux sièges ».
On raconte aussi que lors d'une grève au port d'Anvers, il s’étonna que les dockers refusèrent de charger du charbon sur des navires. Il aurait déclaré : « Je ne comprends pas, ce charbon est pourtant noir comme tous les autres charbons ! »
Outre le fait qu’il prenait à cœur son travail parlementaire, Achille Van Acker était un homme qui aimait s’occuper de diverses manières : il aimait l’humour, était passionné de littérature. En effet, il s’intéressait au folklore local, avait un intérêt pour le monde des lettres en collectionnant des dictons et des proverbes. De plus, il était propriétaire de librairies avec sa femme.

## Distinctions
- Grand cordon de l'ordre de Léopold[12]
- Médaille royale de la Résistance en 1946 (Royaume-Uni).